# Tom Gulbrandsen
Tom Gulbrandsen (ur. 5 maja 1964 w Geithus) – norweski piłkarz występujący na pozycji pomocnika. Ojciec innego piłkarza, Fredrika Gulbrandsena.

## Kariera klubowa
Gulbrandsen zawodową karierę rozpoczynał w sezonie 1983 w pierwszoligowym zespole Mjøndalen IF. W tamtym sezonie spadł z nim do drugiej ligi, ale w następnym awansował z powrotem do pierwszej. W sezonie 1986 został z klubem wicemistrzem Norwegii. W 1988 roku przeszedł do Lillestrøm SK. Wywalczył z nim mistrzostwo Norwegii (1989), a także trzy wicemistrzostwa Norwegii (1988, 1994, 1996). W sezonie 1992 dotarł też do finału Pucharu Norwegii.
W 1998 roku Gulbrandsen odszedł do trzecioligowego Hønefoss BK. W sezonie 1998 awansował z nim do drugiej ligi. W 2004 roku przeniósł się do grającego w trzeciej lidze Mjøndalen IF. W tym samym roku zakończył karierę.

## Kariera reprezentacyjna
W reprezentacji Norwegii Gulbrandsen zadebiutował 29 września 1988 w przegranym 0:1 meczu eliminacji Mistrzostw Świata 1990 z Francją. W latach 1988–1990 w drużynie narodowej rozegrał 15 spotkań.